# Scleropogon (plant)
Scleropogon is een geslacht uit de grassenfamilie (Poaceae). De enige soort komt voor in Noord- en Zuid-Amerika.

## Soorten
De Catalogue of New World Grasses [13 april 2010] accepteert de volgende soort:
- Scleropogon brevifolius